# Söndagen efter jul
Söndagen efter jul kallas den första söndagen efter jul, det vill säga efter julafton, juldagen och annandag jul. Den infaller alltså bara om någon av dagarna 27 - 31 december är en söndag. I annat fall utgår denna söndag helt.
Den liturgiska färgen är vit. Temat för dagens bibeltexter enligt evangelieboken är Guds barn.:

## Svenska kyrkan
Söndagens tema enligt 2003 års evangeliebok är Guds barn. De bibeltexter som används för att belysa dagens tema är:
| Första årgången                                             | Andra årgången                                                                  | Tredje årgången                                                   | Psaltarpsalm     |
| Jeremia 31:15 Galaterbrevet 4:4-7 Matteusevangeliet 2:13-23 | Andra Moseboken 1:15-21 Andra Timotheosbrevet 3:14-15 Markusevangeliet 10:13-16 | Jesaja 11:1-9 Apostlagärningarna 7:17-22 Matteusevangeliet 18:1-5 | Psaltaren 71:2-6 |

### Fotnoter
1. ↑  ”Söndagen efter jul”. Svenska kyrkan. Arkiverad från originalet den 8 december 2015. https://web.archive.org/web/20151208200059/https://www.svenskakyrkan.se/troochandlighet/kyrkoarets-bibeltexter?helgdag=29. Läst 27 november 2015.
2. ↑   Den svenska psalmboken med tillägg. Stockholm: Verbum. 2005. sid. 1292-1295. Libris ht7wjxh8f3k4gcqk. ISBN 978-91-526-5515-3